# Kawiarnia Noworolski
Kawiarnia Noworolski (potocznie Noworol) – kawiarnia w Krakowie na Starym Mieście, na Rynku Głównym 3, mieszcząca się na parterze Sukiennic po stronie wschodniej.
Zanim powstała kawiarnia Noworolskiego, od 1880 mieściła się tu cukiernia Stanisława Rehmana i Romana Heindricha. Na początku XX w. po śmierci właścicieli cukiernię przejął niejaki Lardemer, który sam nie będąc cukiernikiem zatrudnił kierownika. Niestety ten doprowadził w szybkim czasie lokal do ruiny. W takim stanie kupił w 1907 r. cukiernię Wincenty Kondolewicz. Kilka lat później od jego syna Adama Kondolewicza kupił ją lwowski cukiernik Jan Noworolski. Noworolski uczył się zawodu w fabryce czekolady Grossa we Lwowie i u Sachera w Wiedniu, po czym w Stanisławowie założył kawiarnię Café Union, a we Lwowie cukiernię. Po śmierci żony wraz z czwórką dzieci przybył do Krakowa i nabył cukiernię w Sukiennicach. Urządził ją na nowo, prace powierzając Edwardowi Dąbrowa-Dąbrowskiemu. Sala Biała (potocznie nazywana Czerwoną) otrzymała białą boazerię z wmontowanymi lustrami i czerwonymi kanapkami. Fryz wykonał Henryk Uziembło. Sala Lustrzana-Liliowa miała ciemną boazerię i owalne lustra. Malowidła utrzymane w stylu nawiązującym do secesji zaprojektowała  Weronika Noworolska. Kolejna sala – Palarnia – miała ogromne lustro i podwyższenie dla palaczy. W późniejszym czasie kawiarnię powiększono, a wnętrza nieznacznie przekształcono. W czasie II Wojny Światowej w lokalu prowadzona była restauracja a kierownikiem był Alesander Fröhner. Niemcy poszerzyli wnętrze o hall i szatnię, oraz toalety dla gości, których wcześniej nie było. W 1948 r. Noworolski ponownie utracił cukiernię na skutek decyzji ówczesnych władz. W czasie remontu Sukiennic w latach 1968-70 dołożono ostatnią obecnie salę. Wkrótce potem zmarł. Syn Jana, Tadeusz, także cukiernik, wraz z żoną prowadził w Warszawie sklep winno-cukierniczy, a potem w Krakowie kawiarnię na Politechnice i przy Smoczej Jamie. Kawiarnię "Noworolski" odzyskał w 1992 roku. Prowadził ją jeszcze przez kilka lat, a po jego śmierci w 1996 r. przejęła ją jego córka Zofia i jej synowie.
Otwarta w 1912 roku, zdobyła popularność wśród krakowskich elit, artystów i profesorów, konkurując tym samym z Jamą Michalika. Gościła m.in. Jacka Malczewskiego, Wojciecha Kossaka, Włodzimierza Tetmajera, Juliana Fałata, Fryderyka Pautscha, Ludwika Pugeta, Ignacego Daszyńskiego, Józefa Piłsudskiego, Karola Huberta Rostworowskiego, Czesława Miłosza, Wisławę Szymborską, Jerzego Buzka i innych.
Kawiarnia stała się miejscem akcji jednego z aktów dramatu U mety Rostworowskiego. Pisał o niej także Jan Sztaudynger:
Ta pani pobożna
i wkrąg słynie z tego
Zbiera "na murzynek"...
u Noworolskiego.

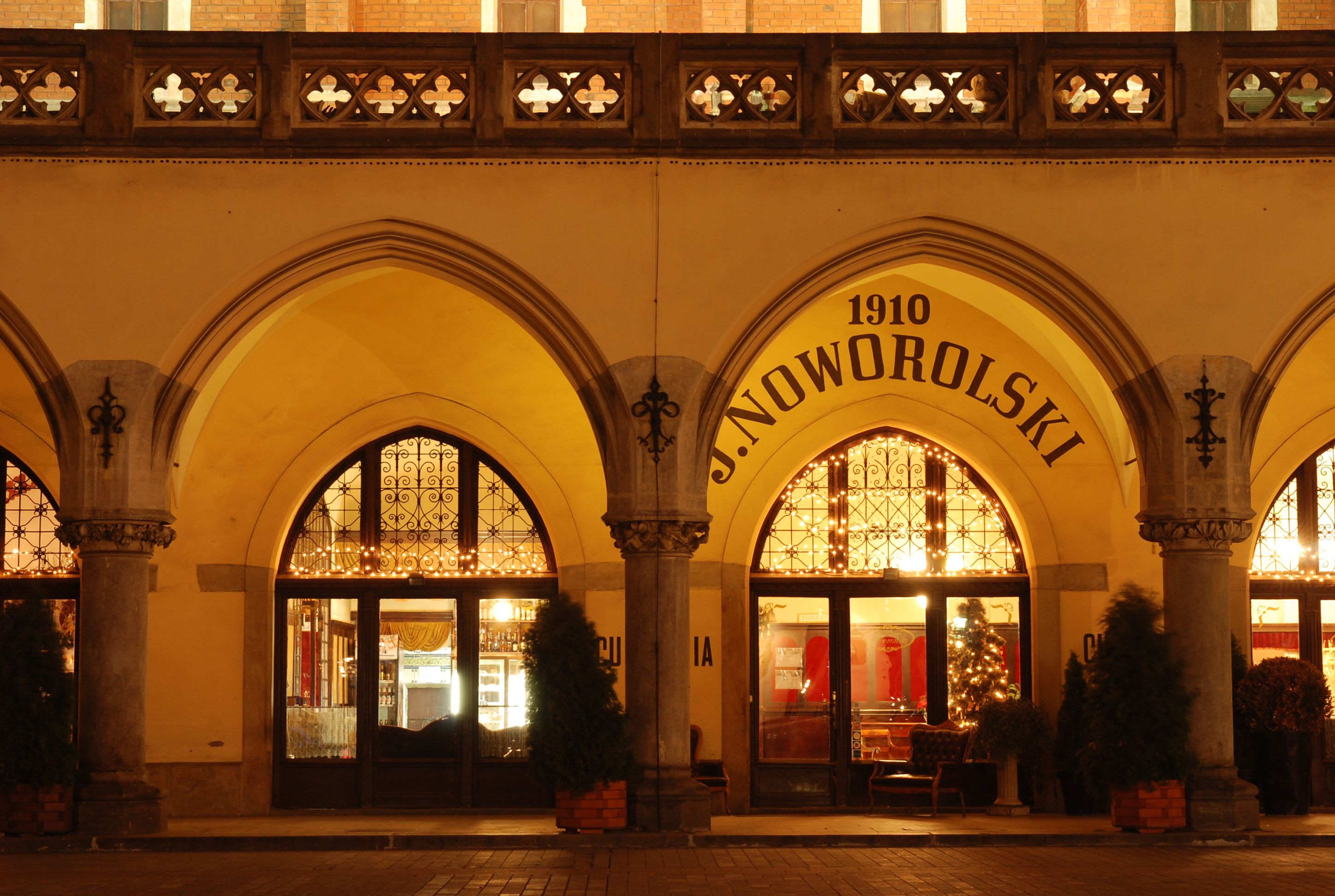
Noworolski nocą
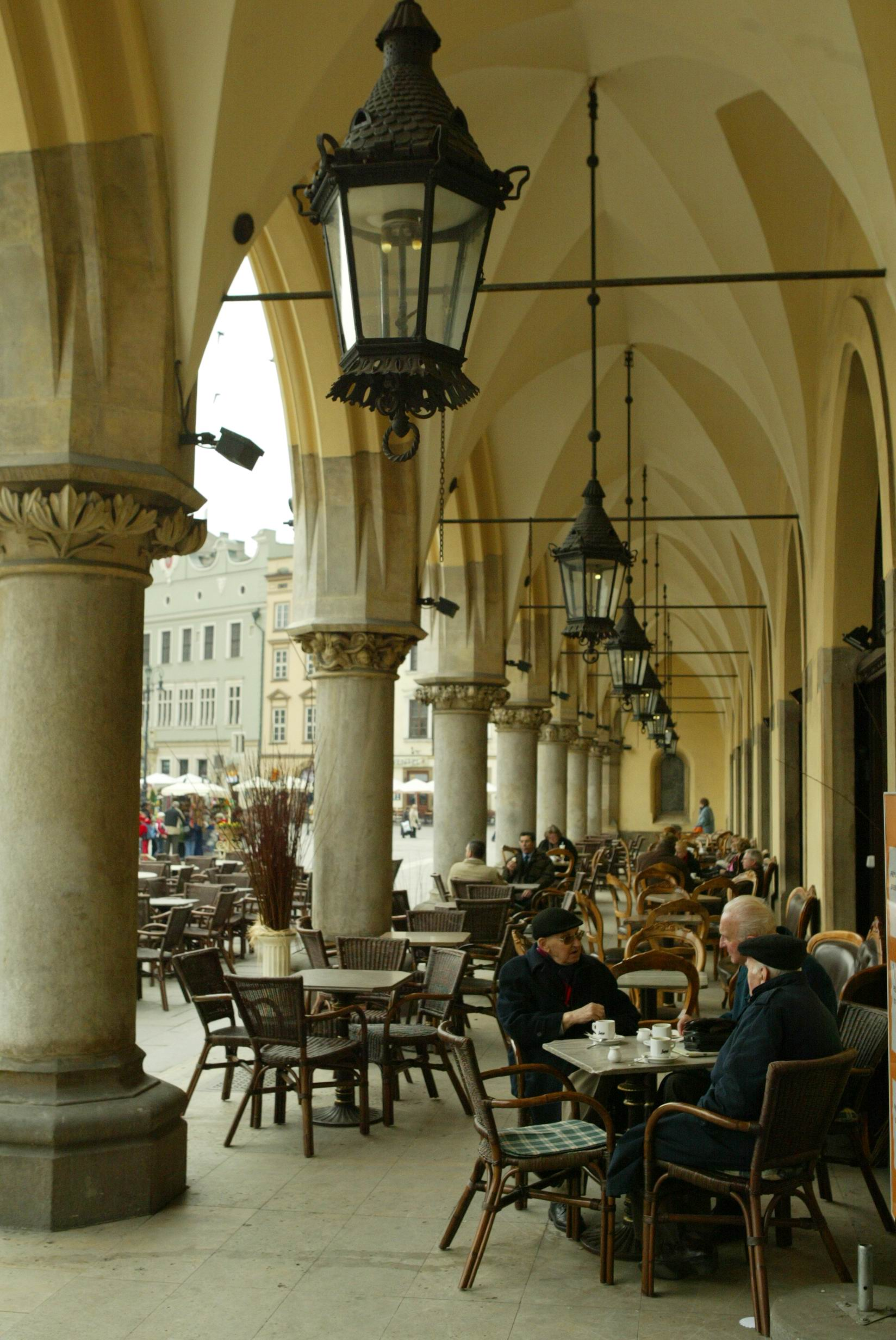
Goście przy stolikach przed kawiarnią